# Demarše
Demarše (francouzsky démarche, krok, chůze) je v diplomacii zákrok, obvykle písemné sdělení jinému státu, které chce ovlivnit jeho jednání nebo nejednání v určité záležitosti. Může vyjadřovat podporu, varování, námitky nebo protest státu vůči postoji a jednání jiného státu. Zasílá se nebo doručuje obvykle ministrovi zahraničí nebo příslušnému úředníku jiného státu.